# ArXiv
ArXiv este o bază de date de preprinturi (lucrări prepublicate) de actualitate stringentă din toate domeniile fizicii, matematicii, științelor nelineare, biologiei, științelor de calcul numeric. Este gestionată de Laboratorul Național al Statelor Unite ale Americii de la Los Alamos.
Adresa web a bazei de date este
http://www.arxiv.org Arhivat în 23 ianuarie 2020, la Wayback Machine. .
Aria subiectelor:
- Fizică:
  - Astrofizică
  - Fizica corpului solid (materiei condensate)
  - Relativitate generală și cosmologie
  - Fizică nucleară și a energiilor înalte
  - Fizică matematică
  - Fizică generală și cuantică
- Matematică
- Științe neliniare
- Computerizare
- Biologie cantitativă
- Statistică

Numărul de lucrări din ArXiv se estimează la 1 milion.
ArXiv poate fi accesată și prin intermediul bazelor de date Astrophysics Data System (ADS) și Stanford Physics Information Retrieval System (SPIRES).